# BirdLife International

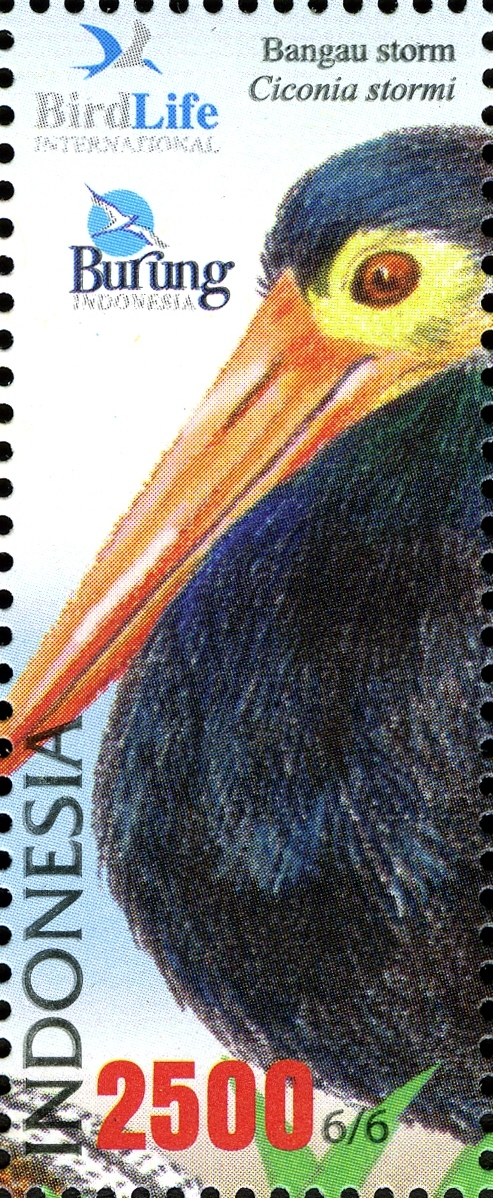
Sello de Indonesia que muestra a BirdLife International.

BirdLife International es una organización internacional dedicada a la protección de las aves y sus hábitats. Se trata de una federación de asociaciones democráticas e independientes que tienen como objetivo la conservación y el estudio de las aves. Actualmente la red mundial de BirdLife International cuenta con representantes en más de 100 países.
BirdLife International fue fundada en 1922 por Gilbert Pearson y Jean Théodore Delacour bajo el nombre de International Council for Bird Preservation (ICBP). Se trataba de un grupo de presión que cayó en desuso después de la Segunda Guerra Mundial. Volvió a la actividad en 1983 con el nombramiento de un director profesional y cambió su nombre en 1993 por el actual BirdLife International.
Según un delegado de la Sociedad Española de Ornitología (SEO/Birdlife), en ese país «la delimitación de las zonas de importancia para las aves hecha por esta entidad sirve de referencia para la Comisión Europea», por lo que acciones como, por ejemplo, la «descatalogación de una Zona de especial protección para las aves ZEPA sin el asentimiento de Birdlife es casi imposible».

## Historia
Birdlife International fue fundada en 1922 por el ornitólogo estadounidense Thomas Gilbert Pearson y el francés Jean Théodore Delacour bajo el nombre de ICBP (International Council for Bird Preservation). Este grupo de lobby cayó en desuso tras la Segunda Guerra Mundial. Retomó su actividad en 1983 con el nombramiento de un director profesionalizado, y cambió su nombre en 1993 por el actual.
Entre 2003 y 2006, Birdlife International promovió activamente la idea de que las aves migratorias no eran la causa de la propagación de la gripe aviar, sino que la industria avícola podía ser la fuente del problema y de su propagación, una posibilidad que la FAO reconoció oficialmente el 22 de mayo de 2006. 

## Presidentes y vicepresidentes de Honor
Entre sus Presidentes de Honor se incluyen la princesa Takamado de Japón y la reina Noor de Jordania.
Sus Vicepresidentes de Honor son la Baronesa Barbara Young of Old Scone (Reino Unido), el Dr. Gerard A Bertrand (EUA), Anastasios P. Leventis (Reino Unido), Ben Olewine IV (EUA), Peter Johan Schei (Noruega).

## Objetivos
Los principales objetivos de BirdLife International son:
- Prevenir la extinción de todas las especies de aves
- Mejorar el estado de conservación de las aves
- Conservar y mejorar los hábitats de las aves del mundo
- Conservar a través de las aves la biodiversidad del planeta y la calidad de vida de las personas

## Actividades
BirdLife International es miembro de la Lista Roja de la UICN y su autoridad oficial en materia de aves.
BirdLife coopera con más de cuatro mil trabajadores, dos millones y medio de socios, diez millones de seguidores y gestiona más de 1 millón de hectáreas.

## Socios por país
Birdlife International agrupa a socios locales en numerosos países:

### A
- África del Sur - Birdlife Sudáfrica
- Alemania - Sociedad Alemana para la Conservación de la Naturaleza
- Andorra - L'Associació per a la Defensa de la Natura
- Arabia saudita - Comisión Nacional para la Conservación y el Desarrollo de la Vida Silvestre
- Argentina - Aves Argentinas
- Australia - Birds Australia
- Austria - Birdlife Austria
- Azerbaiyán - Sociedad Ornitológica de Azerbaiyán

### B
- Bahamas - Bahamas National Trust
- Bélgica - Natagora y Natuurpunt, reunidos en el seno de Birdlife Bélgica
- Belice - Belize Audubon Society
- Bielorrusia - APB Birdlife Belarús
- Bolivia - Asociación Armonía
- Botsuana - Birdlife Botswana
- Bulgaria - Sociedad Búlgara para la Protección de las Aves
- Burkina Faso - Fondation des Amis de la Nature
- Burundi - Association Burundaise pour la Protection des Oiseaux

### C
- Camerún - Sociedad de Conservación de la Biodiversidad de Camerún
- Canadá - Bird Studies Canada et Nature Canada
- Chipre - Birdlife Chipre
- Islas Cook - Sociedad Taporoporo'anga Ipukarea
- Croacia - Sociedad croata para la protección de las aves y la naturaleza
- Cuba - Centro Nacional de Áreas Protegidas

### D
- Dinamarca - Dansk Ornitologisk Forening

### E
- Ecuador - Centro Nacional de Áreas Protegidas
- Eslovaquia - Sociedad para la Protección de las Aves en Eslovaquia
- Eslovenia - Birdlife Eslovenia
- España - Sociedad Española de Ornitología
- Estonia - Sociedad de Ornitología de Estonia
- Estados Unidos - Société nationale Audubon
- Etiopía - Sociedad Etíope de Vida Silvestre e Historia Natural

### F
- Islas Feroe (territorio danés de ultramar) - Sociedad Ornitológica Feroesa
- Finlandia - Birdlife Finland
- Francia - Ligue pour la protection des oiseaux

### G
- Georgia - Centro Georgiano para la Conservación de la Vida Silvestre
- Ghana - Ghana Wildlife Society
- Gibraltar (un territorio británico de ultramar) - Gibraltar Ornithological and Natural History Society
- Grecia - Sociedad Ornitológica Helénica

### H
- Hong Kong - Sociedad de Observación de Aves de Hong Kong
- Hungría - Sociedad Húngara de Ornitología y Conservación de la Naturaleza

### I
- India - Sociedad de Historia Natural de Bombay
- Indonesia - Perhimpunan Pelestari Burung dan Habitat (Birdlife) Indonesia
- Irlanda - BirdWatch Irlanda
- Islandia - Fuglavernd
- Israel - Sociedad para la Protección de la Naturaleza en Israel
- Italia - Ligue italienne de protection des oiseaux

### J
- Japón - Sociedad de Aves Silvestres de Japón
- Jordania - Real Sociedad para la Conservación de la Naturaleza

### K
- Kenia - NatureKenya
- Kuwait - Sociedad de Protección del Medio Ambiente de Kuwait

### L
- Letonia - Sociedad Ornitológica de Letonia
- Líbano - Sociedad para la Protección de la Naturaleza en el Líbano
- Liberia - Sociedad para la Conservación de la Naturaleza en Liberia
- Liechtenstein - Botanish-Zoologische Gesellschaft
- Lituania - Sociedad Ornitológica de Lituania
- Luxemburgo - Lëtzebuerger Natur- a Vulleschutzliga

### M
- Madagascar - Asity Madagascar
- Malasia - Sociedad de la Naturaleza de Malasia
- Islas Malvinas - Conservación de las Malvinas
- Malta - Birdlife Malta
- Marruecos - Grepom
- Myanmar - Biodiversidad y conservación de la naturaleza en Myanmar

### N
- Nepal - Conservación de las aves en Nepal
- Nigeria - Fundación para la Conservación de Nigeria
- Noruega - Sociedad Ornitológica Noruega
- Nueva Caledonia - Société calédonienne d'ornithologie
- Nueva Zelanda - Sociedad Real de Protección de los Bosques y de las Aves

### P
- Pakistán - Sociedad Ornitológica de Pakistán
- Palaos - Sociedad de Conservación de Palaos
- Territorios palestinos ocupados - Sociedad de Vida Silvestre de Palestina
- Panamá - Sociedad Audubon de Panamá
- Paraguay - Guyra Paraguay
- Países Bajos - Vogelbescherming Nederland
- Filipinas - Fundación Haribon
- Polonia - Sociedad Polaca para la Protección de las Aves
- Polinesia francesa - Société d'ornithologie de Polynésie
- Portugal - Sociedad Portuguesa para el Estudio de las Aves

### R
- Rumanía - Sociedad Rumana de Ornitología
- Reino Unido - Royal Society for the Protection of Birds
- Rusia - Unión Rusa para la Conservación de las Aves
- Ruanda - Association pour la Conservation de la Nature au Rwanda

### S
- El Salvador - SalvaNATURA
- Samoa - O le Si'osi'omaga Society Incorporated
- Seychelles - Nature Seychelles
- Sierra Leona - Sociedad de Conservación de Sierra Leona
- Singapur - Sociedad de la Naturaleza (Singapur)
- Sri Lanka - Grupo de Ornitología de Campo de Sri Lanka
- Surinam - Fundación para la Conservación de la Naturaleza en Surinam
- Suecia - Sociedad Sueca de Ornitología
- Suiza - Association suisse pour la protection des oiseaux

### T
- Taiwán - Federación de Aves Silvestres de Taiwán

El 15 de septiembre de 2020, la organización taiwanesa de protección de las aves (en chino tradicional, 中華民國野鳥學會) fue expulsada de BirdLife International por presiones de la República Popular China.
- Tanzania - Sociedad de Conservación de la Vida Silvestre de Tanzania
- República Checa - Sociedad Checa de Ornitología
- Tailandia - Sociedad de Conservación de las Aves de Tailandia
- Túnez - Asociación "Les Amis des Oiseaux
- Turquía - Doga Dernegi

### U
- Ucrania - Ukrayinske Tovarystvo Okhorony Ptakhiv
- Uganda - NatureUganda
- Uruguay - Aves Uruguay

### V
- Venezuela - Sociedad Conservacionista Audubon de Venezuela

### Y
- Yemen - Sociedad Yemení para la Protección de la Vida Silvestre

### Z
- Zambia - Sociedad Ornitológica de Zambia
- Zimbabue - BirdLife Zimbabwe

## Labor
El lema internacional es: Trabajando juntos por las aves y las personas. El objetivo es el uso sostenible de los recursos naturales. BirdLife elabora la Lista Roja de Especies Amenazadas de aves a escala mundial. Mantiene la lista mundial de Áreas Importantes para las Aves (creada en 1979 como ampliación de la Directiva sobre la conservación de las aves silvestres de la Unión Europea), que son también el criterio y la base para la ampliación de los Santuarios de aves europeos ZEPA/SPA. También elabora la lista de Zonas de Aves Endémicas (EBA)  como categoría especial de hábitats de especies de aves endémicas dignas de protección. especies de aves que sólo se dan en una zona limitada. Además, con la ayuda de socios nacionales, se elabora la Lista Roja Europea de Aves, que ofrece una visión general de evaluación del riesgo de extinción regional de las 544 especies de aves que se dan de forma natural o regular en Europa. La evaluación realizada por BirdLife International por cuarta vez (1994, 2004, 2015 y 2021) sigue los criterios de la Lista Roja de la UICN, que utilizan las organizaciones conservacionistas nacionales a nivel regional.
Desde 2004, BirdLife International publica aproximadamente cada cuatro años el informe Estado de las aves en el mundo, que muestra lo que las aves, como «barómetro de la salud del planeta», pueden decirnos sobre el estado de la naturaleza y sus amenazas y qué soluciones son necesarias.
Desde 2007, la organización ha creado un padrinazgo (los llamados Campeones de especies) para las especies de aves más amenazadas del mundo (actualmente 190). Con ello se pretende enviar una señal para una mejor protección de estas especies de aves e implicar a empresas y particulares que quieran involucrarse. Los patrocinadores, conocidos como Campeones de especies, ayudan a financiar y promover medidas para estas especies de aves amenazadas en todo el mundo, fomentan la investigación de especies y la conservación de la naturaleza, así como la defensa en política y comunicación para garantizar que ninguna especie de ave tenga que extinguirse.
En Alemania, la organización trabaja en estrecha colaboración con la NABU y el Instituto Michael Otto de NABU, que dirige las actividades de NABU para las Áreas Importantes para las Aves y coordina la cooperación con las asociaciones regionales de NABU (por ejemplo, la Landesbund für Vogelschutz Bayern (LBV) y la Dachverband Deutscher Avifaunisten (DDA)(Organización de los avifaunistas alemanes) ) y proporciona la base científica.